# 2011 en cyclisme
| Années du cyclisme : 2008 - 2009 - 2010 - 2011 - 2012 - 2013 - 2014    |
| Décennies du cyclisme : 1980 - 1990 - 2000 - 2010 - 2020 - 2030 - 2040 |

Cet article présente le résumé de l'année 2011 en cyclisme.

## Par mois

### Janvier
- 5 janvier : Matthew Goss remporte la Jayco Bay Classic, grâce à sa 2e victoire d'étape. Avec 33 pts, il devance Michael Matthews (31 pts) et Bernard Sulzberger (25 pts).
- 9 janvier :
  - Jack Bobridge (Garmin-Cervélo) remporte le titre de champion d'Australie sur route. Il devance Matthew Goss (HTC-Highroad) et Simon Gerrans (Sky).
  - Hayden Roulston (HTC-Highroad) devient champion de Nouvelle-Zélande sur route. Il devance Gregory Henderson (Sky) et Jeremy Yates (Manisaspor).
  - Francis Mourey (FDJ) devient pour la sixième fois champion de France de cyclo-cross (Les autres résultats). Il devance John Gadret (AG2R La Mondiale) et Arnold Jeannesson (FDJ). Lars Boom (Rabobank), Niels Albert (BKCP-Powerplus) et Zdeněk Štybar (Telenet-Fidea) font de même aux Pays-Bas, en Belgique et en République tchèque.
- 10 janvier : le Tribunal fédéral suisse n'annule pas la suspension de 2 ans prononcé par le TAS à l'encontre d'Alejandro Valverde. Il s'agissait du dernier recours de ce dernier[1].
- 11 janvier : Cameron Meyer (Garmin-Cervélo) remporte le titre de champion d'Australie contre-la-montre. Il devance Jack Bobridge (Garmin-Cervélo) et Michael Matthews (Rabobank).
- 12 janvier :
  - Après s’être opposée à l’accession du VC La Pomme Marseille au statut continental (le club a pris une licence lettone le 21 décembre dernier[2]), la DNCG a validé les licences de toutes les équipes professionnelles françaises[3].
  - Erik Zabel devient directeur sportif de la Vattenfall Cyclassics[4].
  - L'UCI annonce qu'elle a fait appel auprès du TAS du blanchiment de Franco Pellizotti par le CONI[5].
- 21 janvier : lors de la 3e manche de la Coupe du monde de cyclisme sur piste, à Pékin, la France remporte la vitesse par équipe Hommes, devant la Russie et la Chine ; chez les femmes, c'est la Chine qui s'impose, devançant les Pays-Bas et la Lituanie. Quant à la poursuite par équipe, la Russie, chez les Hommes, et la Nouvelle-Zélande, chez les femmes, s'imposent, en devançant respectivement l'Espagne et la Grande-Bretagne, et le Canada et l'Australie.
- 22 janvier : lors de la 2e journée de la 3e manche de la Coupe du monde de cyclisme sur piste, Simon van Velthooven remporte le keirin Hommes. Il devance Scott Sunderland et Kota Asai. Samuel Harrison devance Zachary Bell et Roger Kluge pour s'adjuger l'omnium. Chez les femmes, la vitesse revient à Lyubov Shulika, qui devance Simona Krupeckaitė et Junhong Lin.
- 23 janvier :
  - Cameron Meyer (Garmin-Cervélo) remporte le Tour Down Under, s'emparant ainsi de la tête de l'UCI World Tour. Il devance Matthew Goss (HTC-Highroad) et Ben Swift (Sky), qui s'adjuge la dernière étape.
  - Niels Albert (BKCP-Powerplus) remporte la Coupe du monde de cyclo-cross. Il devance Kevin Pauwels (Telenet-Fidea) et Sven Nys (Landbouwkrediet).
  - Marco Arriagada (Équipe du Chili) remporte le Tour de San Luis, devant José Serpa (Androni Giocattoli) et Josué Moyano (Équipe d'Argentine).
  - Lors de la 3e journée de la 3e manche de la Coupe du monde de cyclisme sur piste, les Français remportent trois victoires, à savoir le kilomètre Hommes, le keirin Femmes et la vitesse Hommes, que s'adjugent respectivement François Pervis devant Hugo Haak et Simon van Velthooven, Clara Sanchez devant Lyubov Shulika et Rebecca James, et Kévin Sireau devant Sebastian Doehrer et Zhang Miao. Les Français repartent également avec une médaille de bronze, par l'intermédiaire de Pascale Jeuland sur l'omnium, battue par Tara Whitten et Kirsten Wild. Les russes Artur Ershov et Alexei Markov réalisent un doublé sur la course aux points, Claudio Imhof prenant la 3e place.
- 25 janvier : Zdeněk Štybar (Telenet-Fidea) rejoint officiellement Quick Step.
- 26 janvier : Alberto Contador est suspendu un an par la RFEC, pour son contrôle positif positif au clenbutérol sur le Tour de France 2010[6].
- 28 janvier : l'Union Cycliste Internationale (UCI) annonce la liste des équipes continentales automatiquement qualifiées pour les circuits continentaux[7].
- 29 janvier :
  - Le Français Clément Venturini devient en solitaire champion du monde de cyclo-cross juniors à Saint-Wendel  en Allemagne. Il devance ses compatriotes, Fabien et Loïc Doubey.
  - Le Néerlandais Lars van der Haar, Champion d'Europe en titre et vainqueur de la Coupe du monde espoirs, décroche le titre chez les moins de 23 ans. Il s'impose au sprint devant son compatriote Mike Teunissen et le Tchèque Karel Hník.
- 30 janvier :
  - Zdeněk Štybar (République tchèque) conserve son titre de champion du monde de cyclo-cross. Il devance les Belges Sven Nys et Kevin Pauwels. Chez les femmes, Marianne Vos (Pays-Bas) remporte un 4e titre et égale ainsi Hanka Kupfernagel[8], en devançant Katherine Compton (États-Unis) et Kateřina Nash (République tchèque).
  - Jérémy Roy (FDJ) remporte le Grand Prix d'ouverture La Marseillaise, en devançant Sylvain Georges (BigMat-Auber 93) et Romain Feillu (Vacansoleil-DCM).
  - Anthony Charteau (Europcar) s'impose pour la deuxième année consécutive sur la Tropicale Amissa Bongo. Andy Cappelle (Quick Step) et Adil Jelloul (équipe du Maroc) sont respectivement deuxième et troisième.
  - Daniele Pietropolli (Lampre-ISD) gagne le Tour de la province de Reggio de Calabre. Il devance José Serpa (Androni Giocattoli) et Daniel Oss (Liquigas-Cannondale).

### Février
- 1er février : Jonathan Monsalve (Androni Giocattoli) remporte le Tour de Langkawi, devant son coéquipier Emanuele Sella, 3e, et Libardo Niño (LeTua), 2e, tandis qu'Andrea Guardini (Farnese Vini-Neri Sottoli) remporte sa 5e étape sur sa première épreuve professionnelle.
- 2 février : Jack Bobridge (Garmin-Cervélo) réalise le meilleur temps l'histoire en poursuite (4 km), sur la piste d'Adélaïde lors des Championnats d'Australie, en 4 min 10 s 534, battant ainsi les 4 min 11 s 114 de Chris Boardman à Manchester en 1996[9].
- 4 février : Eleonora van Dijk (HTC-Highroad Women) remporte le Tour du Qatar féminin, devançant sa coéquipière Charlotte Becker et Iris Slappendel (Garmin-Cervélo).
- 5 février : l'italien Elia Viviani (Liquigas-Cannondale) s'impose lors du Grand Prix de la côte étrusque, en devançant ses compatriotes Roberto Ferrari (Androni Giocattoli) et Elia Favilli (Farnese Vini-Neri Sottoli).
- 6 février :
  - Anthony Ravard (AG2R La Mondiale) remporte l'Étoile de Bessèges. Il devance Johnny Hoogerland et Marco Marcato (Vacansoleil-DCM).
  - La première manche du Challenge de Majorque, le Trofeo Palma, revient à Tyler Farrar (Garmin-Cervélo), qui devance au sprint Marcel Kittel (Skil-Shimano) et Francisco Ventoso (Movistar). Ce résultat sera finalement invalidé[10].
- 7 février : Tyler Farrar (Garmin-Cervélo) remporte la 2e manche du Challenge de Majorque, le Trofeo Cala Millor. L'américain devance au sprint John Degenkolb et Leigh Howard (HTC-Highroad).
- 8 février : Ben Hermans (RadioShack) s'impose lors de la 3e manche du Challenge de Majorque, le Trofeo Inca, devançant Arkaitz Durán (Geox-TMC) et Xavier Tondo (Movistar).
- 9 février : nouveau sprint sur le Challenge de Majorque. Lors de la 4e manche, le Trofeo Deià, José Joaquín Rojas (Movistar) règle un groupe d'une quarantaine de coureurs. Gorka Izagirre (Euskaltel-Euskadi) et Juan José Cobo (Geox-TMC) sont respectivement 2e et 3e.
- 10 février : Murilo Fischer (Garmin-Cervélo) s'impose lors de la 5e manche du Challenge de Majorque, le Trofeo Magaluf-Palmanova, en devançant Óscar Freire (Rabobank) et José Joaquín Rojas (Movistar).
- 11 février :
  - Mark Renshaw (HTC-Highroad) remporte le Tour du Qatar, devançant Heinrich Haussler (Garmin-Cervélo) et Daniele Bennati (Leopard-Trek), tandis que le néo-pro Andrea Guardini (Farnese Vini-Neri Sottoli) s'impose pour la 6e fois de la saison.
  - Elia Viviani (Liquigas-Cannondale) remporte le Tour de Mumbai I. Il devance Robbie McEwen (RadioShack) et Tyler Day (Team Bonitas).
  - Riccardo Riccò (Vacansoleil-DCM) est suspendu par son équipe.
- 12 février : Sven Nys (Landbouwkrediet) remporte le Superprestige, devant Kevin Pauwels et Zdeněk Štybar (Telenet-Fidea).
- 13 février :
  - David Moncoutié (Cofidis) remporte le Tour méditerranéen, devançant Jean-Christophe Péraud (AG2R La Mondiale) et Wout Poels (Vacansoleil-DCM).
  - Robert Hunter (RadioShack) s'impose sur le Tour de Mumbai II. Il devance Elia Viviani (Liquigas-Cannondale) et Jonathan McEvoy (Motorpoint).
- 15 février : Alberto Contador (Saxo Bank-SunGard) est finalement blanchi par sa fédération[11].
- 17 février : Chanpeng Nontasin (Thaïlande) devient championne d’Asie du contre-la-montre, devant Eunju Son (Corée du Sud) et Wong Wan Yiu (Hong Kong), tandis que chez les hommes, c'est Eugen Wacker (Kirghizistan) qui est sacré, devant Dmitriy Gruzdev (Kazakhstan) et Hossein Askari (Iran).
- 18 février : lors de la 4e manche de la Coupe du monde de cyclisme sur piste, à Manchester, le Français Kévin Sireau devance les Britanniques Jason Kenny et Chris Hoy pour s'adjuger la vitesse individuelle hommes. Rohan Dennis s'impose lors de la poursuite individuelle hommes, devançant Geraint Thomas et Marc Ryan. Chez les femmes, la vitesse par équipe et la poursuite par équipe sont remportées par l'Australie et le Royaume-Uni, qui devancent respectivement la Chine et la France, et la Nouvelle-Zélande et Ouch Pro Cycling.
- 19 février :
  - Daniele Pietropolli (Lampre-ISD) s'adjuge le Trofeo Laigueglia, devançant Simone Ponzi (Liquigas-Cannondale) et Ángel Vicioso (Androni Giocattoli).
  - 4e manche de la Coupe du monde de cyclisme sur piste, 2e journée. Chris Hoy devance Jason Niblett et Azizul Awang pour s'imposer sur le keirin hommes, tandis que Shane Archbold remporte l'omnium devant Ho-Sung Cho et Elia Viviani. Chez les femmes, l'Australienne Anna Meares remporte la vitesse individuelle devant Guo Shuang et Victoria Pendleton, tandis que sa compatriote Amy Cure prend la 3e place lors du scratch, battue seulement par Anastasia Tchulkova et Jennie Reed.
  - Riccardo Riccò (Vacansoleil-DCM) est licencié par son équipe[12].
- 20 février :
  - Yukiya Arashiro (Japon) devient champion d’Asie. Il devance Muradian Khalmuratov (Ouzbékistan) et Hossein Askari (Iran).
  - Vainqueur de deux étapes, Robert Gesink (Rabobank) remporte le Tour d'Oman, devançant Edvald Boasson Hagen (Sky) et Giovanni Visconti (Farnese Vini-Neri Sottoli).
  - Tony Martin (HTC-Highroad) remporte le Tour de l’Algarve, avec en prime le contre-la-montre final, en devançant son coéquipier Tejay van Garderen et Lieuwe Westra (Vacansoleil-DCM).
  - Thomas Voeckler (Europcar) s'adjudge le Tour du Haut-Var. Il devance Julien Antomarchi (VC La Pomme Marseille) et Rinaldo Nocentini (AG2R La Mondiale).
  - Lors de la 3e journée de la 4e manche de la Coupe du monde de cyclisme sur piste, la France remporte la vitesse par équipe hommes devant l'Allemagne et le Sky. La Grande-Bretagne réalise le doublé sur la poursuite par équipe, puisque, deux jours après les femmes, ses représentants s'imposent devant la Nouvelle-Zélande et l'Espagne. Les Britanniques glanent une autre médaille, par l'intermédiaire de Victoria Pendleton, battue sur le keirin seulement par Guo Shuang et Clara Sanchez. Sarah Hammer s'impose sur l'omnium, devançant Kirsten Wild et Malgorzata Wojtyra. La France remporte le classement par nation de cette coupe du monde[13].
- 22 février : le vélodrome des Jeux Olympiques 2012 est inauguré.
- 24 février : Markel Irizar (RadioShack) remporte la Ruta del Sol, devant son coéquipier Levi Leipheimer, 3e, et Jurgen Van den Broeck (Omega Pharma-Lotto), 2e.
- 26 février :
  - Lors de la première classique flandrienne de la saison[14], le Circuit Het Nieuwsblad, Sebastian Langeveld (Rabobank) s'impose de quelques centimètres devant Juan Antonio Flecha (Sky). Mathew Hayman, coéquipier de ce dernier, complète le podium.
  - Peter Sagan (Liquigas-Cannondale) remporte le Tour de Sardaigne. Il devance José Serpa (Androni Giocattoli) et Damiano Cunego (Lampre-ISD).
  - Giovanni Visconti (Farnese Vini-Neri Sottoli) s'adjuge le Gran Premio dell'Insubria, devançant Jure Kocjan (Team Type 1) et Rinaldo Nocentini (AG2R La Mondiale).
- 27 février :
  - Deuxième classique flandrienne de la saison, Kuurne-Bruxelles-Kuurne se termine par un sprint massif, remporté par Chris Sutton (Sky), devant Yauheni Hutarovich (FDJ) et André Greipel (Omega Pharma-Lotto).
  - Pavel Brutt (Katusha) remporte la Classica Sarda Sassari-Cagliari. Il devance Emanuele Sella (Androni Giocattoli) et Peter Sagan (Liquigas-Cannondale).
  - Ivan Basso (Liquigas-Cannondale) s'impose lors du Grand Prix de Lugano, devançant Fabio Duarte (Geox-TMC) et Giovanni Visconti (Farnese Vini-Neri Sottoli).
  - Triplé français sur les Boucles du Sud Ardèche, où Arthur Vichot (FDJ) devance Thierry Hupond (Skil-Shimano) et Cyril Gautier (Europcar).
  - Le néo-professionnel Matteo Pelucchi (Geox-TMC) obtient le premier succès de sa carrière lors de la Clásica de Almería, devant José Joaquín Rojas (Movistar) et Pim Ligthart (Vacansoleil-DCM).

### Mars
- 2 mars : les Allemands du Leopard-Trek Dominic Klemme et Robert Wagner terminent respectivement premier et troisième du Samyn, apportant ainsi la première victoire à leur équipe. Kevyn Ista (Cofidis) s'intercale entre les deux coureurs.
- 3 mars : le Tour du Frioul, disputé sous la pluie, la neige, le vent et le froid (une centaine de coureurs ont abandonné), voit la victoire de José Serpa (Androni Giocattoli), qui devance Pavel Brutt (Katusha) et Nicki Sørensen (Saxo Bank-SunGard).
- 5 mars : Philippe Gilbert (Omega Pharma-Lotto) remporte le Monte Paschi Strade Bianche, devançant les Italiens Alessandro Ballan (BMC Racing) et Damiano Cunego (Lampre-ISD).
- 6 mars :
  - Alberto Contador (Saxo Bank-SunGard) remporte le Tour de Murcie, à la suite de sa 2e victoire d'étape consécutive (montagne puis contre-la-montre), devançant Jérôme Coppel (Saur-Sojasun) et Denis Menchov (Geox-TMC), à la fois au classement général et lors de ses 2 victoires d'étape (Menchov ayant pris la 2e place de l'étape de montagne).
  - Triplé du RadioShack aux Trois Jours de Flandre-Occidentale, où Jesse Sergent, Sébastien Rosseler et Michał Kwiatkowski composent le podium.
  - Denis Flahaut (Roubaix Lille Métropole) s'impose au sprint lors du Grand Prix de Lillers, devant Fabien Bacquet (BigMat-Auber 93) et Nikola Aistrup (Team Concordia Forsikring).
- 8 mars : le Tribunal arbitral du sport condamne Franco Pellizotti à 2 ans de suspension[15].
- 13 mars :
  - Tony Martin (HTC-Highroad) remporte Paris-Nice grâce notamment à sa victoire dans le contre-la-montre, s'emparant ainsi de la tête de l'UCI World Tour. Il devance au classement général Andreas Klöden (RadioShack) et Bradley Wiggins (Sky).
  - Jonathan Hivert (Saur-Sojasun) s'impose lors de Paris-Troyes, en devançant Gianni Meersman (FDJ) et Mathieu Drujon (BigMat-Auber 93).
- 15 mars : Cadel Evans (BMC Racing), vainqueur de la 6e étape, remporte Tirreno-Adriatico. Il devance au classement général de la course des deux mers Robert Gesink (Rabobank) et Michele Scarponi (Lampre-ISD). Il se retrouve à égalité de points avec Tony Martin (HTC-Highroad) à la tête de l'UCI World Tour.
- 16 mars : première victoire depuis février 2009 pour Gert Steegmans (Quick Step), qui s'adjuge Nokere Koerse, devant Stefan van Dijk (Verandas Willems) et Graeme Brown (Rabobank).
- 17 mars : William Dickeson (Australie) est sacré champion d'Océanie du contre-la-montre, devançant ses compatriotes David Pell et Nick Bensley. Chez les femmes, on observe également un triplé australien, puisque le podium est composé de Shara Gillow, Bridie O'Donnell et Alexis Rhodes.
- 18 mars : Steve Schets (Donckers Koffie-Jelly Belly) s'impose sur la Handzame Classic, en devançant sous des trombes d'eau Kenny van Hummel (Skil-Shimano) et Niko Eeckhout (An Post-Sean Kelly).
- 19 mars :
  - Matthew Goss (HTC-Highroad) règle un groupe de 8 coureurs pour s'adjuger Milan San Remo, s'emparant ainsi assez largement de la tête de l'UCI World Tour. Fabian Cancellara (Leopard-Trek) et Philippe Gilbert (Omega Pharma-Lotto) complètent le podium de cette 102e Primavera, remportée pour la première fois par un non-européen.
  - Lieuwe Westra (Vacansoleil-DCM) remporte la Classic Loire-Atlantique, devant Bert Scheirlinckx (Landbouwkrediet) et Yohan Cauquil (VC La Pomme Marseille).
  - Nouveau triplé australien au championnat d'Océanie, où Shara Gillow réalise le doublé en s’adjugeant la course en ligne, devançant Bridie O'Donnell et Chloe McConville.
- 20 mars :
  - Vague d'abandons lors de la course en ligne des championnats d’Océanie (11 coureurs ont fini la course), où Ryan Obst (Australie) s'impose, en devançant ses compatriotes Sam Rytherford et Steele Von Hoff.
  - Thomas Voeckler (Europcar) remporte Cholet – Pays-de-Loire. Il devance Tony Gallopin (Cofidis) et Benjamin Giraud (VC La Pomme Marseille).
  - David Veilleux (Europcar) s'adjuge la Roue tourangelle, devant son coéquipier Sébastien Chavanel, 3e. Anthony Delaplace (Saur-Sojasun) termine à la 2e place.
- 23 mars :
  - Nick Nuyens (Saxo Bank-SunGard) s'impose lors d'À travers la Flandre, devançant au sprint son compagnon d'échapée Geraint Thomas (Sky). Le peloton, réglé par Tyler Farrar (Garmin-Cervélo), vient mourir sur les talons du duo.
  - Début des championnats du monde de cyclisme sur piste, à Apeldoorn, aux Pays-Bas.
- 26 mars :
  - L'Italien Emanuele Sella (Androni Giocattoli) remporte la Semaine internationale Coppi et Bartali, en devançant ses compatriotes Diego Ulissi (Lampre-ISD) et Stefano Pirazzi (Colnago-CSF Inox).
  - Fabian Cancellara (Leopard-Trek) s'adjuge en solitaire le Grand Prix E3 pour la 2e année consécutive. Il devance Jürgen Roelandts (Omega Pharma-Lotto) et Vladimir Gusev (Katusha).
- 27 mars :
  - Tom Boonen (Quick Step) remporte Gand-Wevelgem, devançant au sprint Daniele Bennati (Leopard-Trek) et Tyler Farrar (Garmin-Cervélo).
  - Alberto Contador (Saxo Bank-SunGard), vainqueur de la 3e étape, s'adjuge le classement général du Tour de Catalogne, devant Michele Scarponi (Lampre-ISD), qui revient ainsi à 1 point de Matthew Goss (HTC-Highroad) à la tête de l'UCI World Tour, et Daniel Martin (Garmin-Cervélo).
  - Fränk Schleck (Leopard-Trek), vainqueur de la 1re étape, remporte le Critérium international. Il devance au général Vasil Kiryienka (Movistar) et Rein Taaramäe (Cofidis), qui termine meilleur jeune de la course.
  - À la fin des championnats du monde de cyclisme sur piste, l'Australie termine en tête du tableau des médailles, avec 8 titres, ainsi que 2 médailles d'argent et 1 de bronze[16].
  - Alexandre Blain (Endura Racing) s'impose lors du Tour de Normandie, en devançant Mathieu Simon (CC Nogent-sur-Oise) et Wesley Kreder (Rabobank Continental).
- 31 mars : les RadioShack placent 2 coureurs sur le podium des Trois Jours de La Panne, à savoir Sébastien Rosseler et Michał Kwiatkowski, respectivement 1er et 3e, grâce à leur performance dans le contre-la-montre final (les 2 Top 10 sont similaires). Lieuwe Westra (Vacansoleil-DCM) prend la 2e place.

### Avril
- 1er avril : Renaud Dion (Bretagne-Schuller) remporte la Route Adélie. Il devance Gianni Meersman (FDJ) et Steven Tronet (Roubaix Lille Métropole).
- 2 avril :
  - Pim Ligthart (Vacansoleil-DCM) s'impose au sprint sur l'Hel van het Mergelland, devançant Federico Canuti (Colnago-CSF Inox) et Samuel Dumoulin (Cofidis).
  - Samuel Sánchez (Euskaltel-Euskadi) apporte la 1re victoire de l'année à son équipe, la dernière équipe ProTour sans victoire, en s'adjugant le Grand Prix Miguel Indurain, devant Alexandr Kolobnev (Katusha) et Fabian Wegmann (Leopard-Trek).
- 3 avril :
  - Nick Nuyens (Saxo Bank-SunGard) remporte le Tour des Flandres, en devançant au sprint ses compagnons d'échappée Sylvain Chavanel (Quick Step) et Fabian Cancellara (Leopard-Trek). Matthew Goss (Team HTC-Highroad) conserve la tête de l'UCI World Tour.
  - Tony Gallopin (Cofidis) s'adjuge au sprint la 1re édition de la Flèche d'Émeraude, devançant Jure Kocjan (Team Type 1) et Francesco Ginanni (Androni Giocattoli).
  - Alexey Tsatevitch (Itera-Katusha) remporte le Grand Prix de Nogent-sur-Oise. Il devance Barry Markus (Rabobank Continental) et Ioánnis Tamourídis (SP Tableware).
- 6 avril : Mark Cavendish (Team HTC-Highroad) obtient sa 2e victoire de la saison, en s'imposant lors du Grand Prix de l'Escaut devant Denis Galimzyanov (Team Katusha) et Yauheni Hutarovich (FDJ).
- 7 avril : Bert Scheirlinckx (Landbouwkrediet) gagne le Grand Prix Pino Cerami, en devançant Marco Marcato (Vacansoleil-DCM) et Ben Hermans (Team RadioShack).
- 8 avril : Anthony Roux (FDJ) remporte le Circuit de la Sarthe, devant Blel Kadri (AG2R La Mondiale) et David Millar (Garmin-Cervélo).
- 9 avril : doublé du Team RadioShack sur le Tour du Pays basque, où Andreas Klöden, qui prend la 2e place de l'UCI World Tour à 1 point de Matthew Goss (Team HTC-Highroad) et à égalité avec Michele Scarponi (Lampre-ISD), s'impose devant Christopher Horner, vainqueur l'an passé. Robert Gesink (Rabobank) complète le podium.
- 10 avril :
  - Iván Melero (Team Type 1), victime d'une malformation cardiaque, est contraint de mettre fin à sa carrière[17].
  - Johan Vansummeren (Garmin-Cervélo) s'adjuge en solitaire Paris-Roubaix, en devançant Fabian Cancellara (Team Leopard-Trek), qui s'empare de la tête de l'UCI World Tour, et Maarten Tjallingii (Rabobank).
  - Damiano Cunego (Lampre-ISD) gagne le Tour des Apennins, devant Emanuele Sella (Androni Giocattoli) et Felipe Laverde (Colombia es Pasion).
  - Jonathan Hivert (Saur-Sojasun) remporte la Klasika Primavera. Il devance David López García (Movistar) et Nick Nuyens (Saxo Bank-SunGard).
  - Gianni Meersman (FDJ) s'impose au classement général du Circuit des Ardennes, devançant Laurent Pichon (Bretagne-Schuller) et Andrey Solomennikov (Itera-Katusha).
- 12 avril : Sandy Casar (FDJ) remporte Paris-Camembert. Il devance Romain Hardy (Bretagne-Schuller) et Julien Antomarchi (VC La Pomme Marseille).
- 13 avril : Philippe Gilbert (Omega Pharma-Lotto) s'adjuge la Flèche brabançonne, battant au sprint Björn Leukemans (Vacansoleil-DCM). Anthony Geslin (FDJ) complète le podium.
- 14 avril : Jimmy Casper (Saur-Sojasun) s'impose pour la 4e fois sur le Grand Prix de Denain, devançant Romain Feillu (Vacansoleil-DCM) et Aidis Kruopis (Landbouwkrediet).
- 16 avril : Romain Feillu (Vacansoleil-DCM) gagne le Tour du Finistère, devant Armindo Fonseca (Bretagne-Schuller) et Sandy Casar (FDJ).
- 17 avril :
  - Philippe Gilbert (Omega Pharma-Lotto) remporte pour la 2e fois consécutive l'Amstel Gold Race, en devançant Joaquim Rodríguez (Team Katusha) et Simon Gerrans (Team Sky). Fabian Cancellara (Team Leopard-Trek) conserve la tête de l'UCI World Tour.
  - Xavier Tondo (Movistar) s'adjuge le Tour de Castille-et-León, devançant Bauke Mollema (Rabobank) et Igor Antón (Euskaltel-Euskadi).
  - Vincent Jérôme (Europcar) s'impose sur le Tro Bro Leon, en devançant Will Routley (SpiderTech) et Arnold Jeannesson (FDJ).
- 20 avril : Philippe Gilbert (Omega Pharma-Lotto) remporte la Flèche wallonne, prenant du même coup la tête de l'UCI World Tour, en devançant Joaquim Rodríguez (Team Katusha) et Samuel Sánchez (Euskaltel-Euskadi).
- 22 avril : Michele Scarponi (Lampre-ISD) s'adjuge le Tour du Trentin. Il devance Tiago Machado (Team RadioShack) et Luca Ascani (D’Angelo & Antenucci).
- 23 avril : Santiago Perez (Barbot) gagne Grand Prix Llodio, devant Daniele Ratto (Geox-TMC) et Marcos García (KTM-Murcia).
- 24 avril :
  - Philippe Gilbert (Omega Pharma-Lotto) s'impose sur Liège-Bastogne-Liège, confortant sa 1re place de l'UCI World Tour et réalisant le 2e triplé ardennais de l'Histoire. Il devance au sprint Fränk et Andy Schleck (Team Leopard-Trek).
  - Imanol Erviti (Movistar) remporte le Tour de La Rioja, en devançant Giovanni Báez et Juan Pablo Suárez (EPM-Une).
- 25 avril : Michael Matthews (Rabobank) s'adjuge le Tour de Cologne, devant Marcel Kittel (Skil-Shimano) et Giacomo Nizzolo (Team Leopard-Trek).
- 30 avril : Ángel Vicioso (Androni Giocattoli) gagne le Grand Prix Larciano, devant Giovanni Visconti (Farnese Vini-Neri Sottoli) et Mauro Finetto (Liquigas-Cannondale).

### Mai
- 1er mai :
  - Cadel Evans (BMC Racing) remporte le Tour de Romandie, devançant Tony Martin (Team HTC-Highroad) et Alexandre Vinokourov (Astana). Philippe Gilbert (Omega Pharma-Lotto) conserve la tête de l'UCI World Tour.
  - John Degenkolb (Team HTC-Highroad) s'impose sur le Grand Prix de Francfort. Il devance Jérôme Baugnies (Topsport Vlaanderen-Mercator) et Michael Matthews (Rabobank).
  - Alexander Efimkin (Team Type 1) s'adjuge le Tour de Turquie, en devançant Andrey Zeits (Astana) et Thibaut Pinot (FDJ).
- 2 mai : Javier Moreno (Caja Rural) gagne le Tour des Asturies, devant Constantino Zaballa (Miche) et Sergio Sousa (Barbot).
- 7 mai : début du Tour d'Italie.
- 8 mai :
  - Thomas Voeckler (Europcar) remporte les Quatre Jours de Dunkerque. Il devance Laurent Pichon (Bretagne-Schuller) et Zdeněk Štybar (Quick Step).
  - Rui Costa (Movistar) s'adjuge le Tour de Madrid, devant Javier Moreno (Caja Rural) et Jonathan Castroviejo (Euskaltel-Euskadi).
- 9 mai : mort de Wouter Weylandt, à la suite d'une lourde chute dans la descente du Passo del Bocco, la première côte de la 3e étape du Tour d'Italie.
- 15 mai : Romain Feillu (Vacansoleil-DCM) s'impose sur le Tour de Picardie, devançant Kenny Dehaes (Omega Pharma-Lotto) et Filippo Pozzato (Team Katusha).
- 22 mai : Anthony Roux (FDJ) gagne le Circuit de Lorraine, en devançant Thomas De Gendt (Vacansoleil-DCM) et Julien Simon (Saur-Sojasun).
- 23 mai :
  - Mort de Xavier Tondo, à la suite d'un accident domestique dans sa résidence de Grenade, alors qu'il s'apprêtait à aller s'entraîner en compagnie de Beñat Intxausti.
  - Quintuplé américain sur le Tour de Californie, avec Christopher Horner (Team RadioShack) qui s'impose, devant son coéquipier Levi Leipheimer et Thomas Danielson (Garmin-Cervélo).
- 29 mai :
  - Alberto Contador (Saxo Bank-SunGard) remporte le Tour d'Italie. Il s'empare ainsi de la 2e place de l'UCI World Tour, à 7 points de Philippe Gilbert et 1 point devant Michele Scarponi (Lampre-ISD), 2e du Giro. Vincenzo Nibali (Liquigas-Cannondale) termine 3e de ce Giro pour la deuxième année consécutive.
  - Triplé des Belges sur leur Tour national, où Philippe Gilbert (Omega Pharma-Lotto) devance Greg Van Avermaet (BMC Racing) et Björn Leukemans (Vacansoleil-DCM).
  - Geraint Thomas (Team Sky) s'adjuge le Tour de Bavière, devançant Nicki Sørensen (Saxo Bank-SunGard) et Michael Albasini (Team HTC-Highroad).
  - David Zabriskie (Garmin-Cervélo) est sacré champion des États-Unis du contre-la-montre. Il devance Tom Zirbel (Jamis-Sutter Home) et Matthew Busche (Team RadioShack).
- 30 mai : Matthew Busche (Team RadioShack) devient champion des États-Unis, en devançant George Hincapie (BMC Racing) et Ted King (Liquigas-Cannondale).
- 31 mai : initialement prévue du 6 au 8 juin, l'audience d'Alberto Contador (Saxo Bank-SunGard) devant le Tribunal arbitral du sport est reportée à début août, du 1er au 3[18].

### Juin
- 5 juin :
  - Linus Gerdemann (Team Leopard-Trek), vainqueur d'une étape, remporte le Tour de Luxembourg devant les Français Alexandre Geniez (Skil-Shimano) et Tony Gallopin (Cofidis).
  - Michael Albasini (Team HTC-Highroad) s'adjuge le Grand Prix du canton d'Argovie devant l'Italien Giovanni Visconti (Farnese Vini-Neri Sottoli) et l'Allemand Stefan Schumacher (Miche-Guerciotti).
  - Theo Bos (Rabobank) s'impose sur le Tour de Rijke devant Kenny van Hummel (Skil-Shimano) et Daniel Schorn (Team NetApp).
- 8 juin : Riccardo Riccò est suspendu par la FCI, et ce "pour des motifs inhérents à la protection de la santé du coureur lui-même"[19].
- 12 juin :
  - Bradley Wiggins (Team Sky) remporte la 63e édition du Critérium du Dauphiné devant Cadel Evans (BMC Racing) et Alexandre Vinokourov (Astana). Il remporte sa première course par étapes de prestige.
  - Marcel Kittel (Skil-Shimano) s'adjuge le Delta Zeeland Tour. Les Néerlandais Theo Bos et Jos van Emden (Rabobank) complètent le podium.
- 15 - 17 juin : réunion de l'UCI à Maastricht[20].
- 19 juin :
  - Levi Leipheimer (Team RadioShack) remporte la 75e édition du Tour de Suisse, en devançant Damiano Cunego (Lampre-ISD) et Steven Kruijswijk (Rabobank). Philippe Gilbert conserve la tête de l'UCI World Tour.
  - Daniel Martin (Garmin-Cervélo) s'impose sur le Tour de Toscane. Il devance Mauro Santambrogio (BMC Racing) et Miguel Ángel Rubiano (D'Angelo & Antenucci-Nippo).
  - Philippe Gilbert (Omega Pharma-Lotto), vainqueur d'une étape, s'adjuge le Ster ZLM Toer devant Niki Terpstra (Quick Step) et Ramūnas Navardauskas (Garmin-Cervélo).
  - Vasil Kiryienka (Movistar) remporte la Route du Sud, devançant Davide Rebellin (Miche) et Peter Kennaugh (Team Sky).
  - L'Italien Diego Ulissi (Lampre-ISD) gagne le Tour de Slovénie, devant le Croate Radoslav Rogina (Loborika) et le Slovène Robert Vrečer (Perutnina Ptuj), tandis qu'Andrea Guardini (Farnese Vini-Neri Sottoli) obtient sa 9e victoire de la saison.
- 23 juin, Championnats nationaux du contre-la-montre : Christophe Kern (Europcar) et Luis León Sánchez (Rabobank), notamment, sont sacrés, respectivement en France et en Espagne.
- 26 juin, Championnats nationaux : Sylvain Chavanel (Quick Step), José Joaquín Rojas (Movistar), Giovanni Visconti (Farnese Vini-Neri Sottoli), Philippe Gilbert (Omega Pharma-Lotto) et Fabian Cancellara (Team Leopard-Trek), notamment, sont sacrés, respectivement en France, en Espagne, en Italie, en Belgique et en Suisse[21]. Le jeune prodige Peter Sagan (Liquigas-Cannondale) remporte son premier titre national.

### Juillet
- 2 juillet :
  - Début du Tour de France.
  - Simone Ponzi (Liquigas-Cannondale) gagne le GP Kranj, en devançant au sprint les Solènes Lukasz Mezgec (Sava) et Blaž Furdi (Adria Mobil).
  - Marcin Sapa (Pologne Route) remporte la course de Solidarnosc, devant Oleksandr Sheydyk (Lampre-ISD) et Roman Broniš (Sparta Prague).
- 10 juillet :
  - Fredrik Kessiakoff (Astana) remporte le Tour d'Autriche. Il devance Leopold König (Team NetApp) et Carlos Sastre (Geox-TMC).
  - Gregor Gazvoda (Perutnina Ptuj) s'impose sur le Tour du lac Qinghai, devançant Dimitriy Gruzdev (Astana) et Mateusz Taciak (CCC Polsat).
  - Arnaud Démare (CC Nogent-sur-Oise) gagne au sprint la Ronde pévéloise, devant Yauheni Hutarovitch (FDJ) et Denis Flahaut (Roubaix Lille Métropole).
- 15 juillet : Elia Viviani (Liquigas-Cannondale) remporte au sprint le Grand Prix Nobili Rubinetterie de Stresa, en devançant Danilo Napolitano (Acqua & Sapone) et Bernardo Riccio (D’Angelo & Antenucci)
- 16 juillet : Simone Ponzi (Liquigas-Cannondale) s'adjuge le Grand Prix Nobili Rubinetterie Papà Carlo. Il devance Luca Mazzanti (Farnese Vini-Neri Sottoli) et Davide Rebellin (Miche).
- 24 juillet :
  - Fin du Tour de France. Cadel Evans (BMC Racing), vainqueur de la 4e étape, devient le premier Australien vainqueur de la Grande Boucle, s'emparant ainsi de la tête de l'UCI World Tour. Il devance Andy et Fränk Schleck (Team Leopard-Trek), premiers frères à monter ensemble sur le podium.
  - Fortunato Baliani (D’Angelo & Antenucci) remporte le Brixia Tour, devant Domenico Pozzovivo (Colnago-CSF Inox) et Diego Ulissi (Lampre-ISD).
- 26 juillet : l'audience d'Alberto Contador a été repoussée "à des dates ultérieures, probablement en novembre 2011"[22].
- 27 juillet : Greg Van Avermaet (BMC Racing) s'impose lors du Tour de Wallonie, devançant Joost van Leijen (Vacansoleil-DCM) et Ben Hermans (Team RadioShack).
- 30 juillet : Philippe Gilbert (Omega Pharma-Lotto) s'adjuge la Clasica San Sebastian. Il devance Carlos Barredo (Rabobank), vainqueur en 2009, et Greg Van Avermaet (BMC Racing).

### Août
- 4 août : Samuel Dumoulin (Cofidis) s'impose lors de Paris-Corrèze, devant Bert De Waele (Landbouwkrediet) et Thomas Degand (Verandas Willems).
- 6 août :
  - Tandis que Marcel Kittel (Skil-Shimano) s'adjuge son 4e sprint de l'épreuve, Peter Sagan (Liquigas-Cannondale) remporte le Tour de Pologne, sa première course UCI World Tour, en devançant grâce notamment à ses 2 victoires d'étapes Daniel Martin (Garmin-Cervélo), vainqueur lui aussi d'une étape, et Marco Marcato (Vacansoleil-DCM). Cadel Evans (BMC Racing) conserve la tête de l'UCI World Tour.
  - Fabio Taborre (Acqua & Sapone) obtient sa première victoire professionnelle à l'occasion du Grand Prix de Camaiore, où il devance Simone Stortoni (Colnago-CSF Inox) et Davide Rebellin (Miche).
- 7 août : 
  - Simon Gerrans (Team Sky) gagne le Tour du Danemark. Il devance Daniele Bennati (Team Leopard-Trek) et Michael Mørkøv (Saxo Bank-SunGard).
  - Doublé des Team Katusha sur le Tour de Burgos, où Joaquim Rodríguez s'impose devant Daniel Moreno. Juan José Cobo (Geox-TMC) complète le podium.
- 13 août : David Moncoutié (Cofidis) remporte le Tour de l'Ain, en devançant Wout Poels (Vacansoleil-DCM) et Leopold König (Team NetApp).
- 14 août :
  - Vainqueur de la dernière étape, Edvald Boasson Hagen (Team Sky) s'impose sur l'Eneco Tour, devançant Philippe Gilbert (Omega Pharma-Lotto) et David Millar (Garmin-Cervélo). Cadel Evans (BMC Racing) conserve la tête de l'UCI World Tour.
  - Mark Cavendish (Royaume-Uni) s'adjuge au sprint la London-Surrey Cycle Classic la course en ligne pré-olympique. Il devance Sacha Modolo (Italie) et Samuel Dumoulin (France).
  - Levi Leipheimer (Team RadioShack) remporte le Tour de l'Utah, son coéquipier Janez Brajkovič terminant 3e. Sergio Henao (Gobernacion De Antioquia - Indeportes Antiquia) est 2e.
- 16 août : Davide Rebellin (Miche) s'impose sur les Trois vallées varésines, et ce pour la première fois depuis son retour de suspension. Il devance Domenico Pozzovivo (Colnago-CSF Inox) et Thibaut Pinot (FDJ).
- 17 août : Sacha Modolo (Colnago-CSF Inox) gagne au sprint la Coppa Agostoni, devant Simone Ponzi (Liquigas-Cannondale) et Oscar Gatto (Farnese Vini-Neri Sottoli).
- 18 août : Yauheni Hutarovitch (FDJ) s'adjuge la Coppa Bernocchi, en devançant Manuel Belletti (Colnago-CSF Inox) et Giovanni Visconti (Farnese Vini-Neri Sottoli).
- 19 août : Björn Leukemans (Vacansoleil-DCM) remporte le Tour du Limousin. Il devance Matthieu Ladagnous (FDJ) et Florian Guillou (Bretagne-Schuller).
- 20 août :
  - Début du Tour d'Espagne.
  - Davide Rebellin (Miche) s'impose sur le Trofeo Melinda, devançant Miguel Ángel Rubiano (D'Angelo Antenucci) et Domenico Pozzovivo (Colnago-CSF Inox).
- 21 août : Edvald Boasson Hagen (Team Sky) s'adjuge au sprint la Vattenfall Cyclssics, en devançant Gerald Ciolek (Quick Step) et Borut Božič (Vacansoleil-DCM). Cadel Evans (BMC Racing) conserve la tête de l'UCI World Tour.
- 28 août :
  - Grega Bole (Lampre-ISD) remporte le Grand Prix de Plouay. Il devance Simon Gerrans (Team Sky), vainqueur en 2009, et Thomas Voeckler (Europcar), vainqueur de l'édition 2007. Cadel Evans (BMC Racing) conserve la tête de l'UCI World Tour.
  - Levi Leipheimer (Team RadioShack) s'impose sur le Tour du Colorado, devant Christian Vande Velde (Garmin-Cervélo) et Tejay van Garderen (Team HTC-Highroad).

### Septembre
- 3 septembre : Thibaut Pinot (FDJ) devient de premier Français vainqueur de la Semaine lombarde. Il devance Simone Stortoni (Colnago-CSF Inox) et Davide Rebellin (Miche).
- 5 septembre : les conclusions de l'enquête sur Riccardo Riccò confirment qu'il a eu recours à une autotransfusion[23].
- 9 septembre : Philippe Gilbert (Omega Pharma-Lotto) s'impose sur le Grand Prix de Québec, devançant Robert Gesink (Rabobank) et Rigoberto Urán (Team Sky), et s'empare de la tête de l'UCI World Tour.
- 10 septembre :
  - Ivan Basso (Liquigas-Cannondale) remporte le Tour de Padanie, une épreuve qui a prêté à polémique[24]. Il devance Giovanni Visconti (Farnese Vini-Neri Sottoli) et Francesco Masciarelli (Astana).
  - Denis Galimzyanov (Team Katusha) s'impose au sprint sur Paris-Bruxelles, devant Yauheni Hutarovich (FDJ) et Anthony Ravard (AG2R La Mondiale).
- 11 septembre :
  - Fin du Tour d'Espagne. Juan José Cobo (Geox-TMC) s'adjuge son Tour national, en devançant les Britanniques du Team Sky Christopher Froome, révélation de l'épreuve, et Bradley Wiggins. Cobo sera finalement déclassé pour dopage huit ans plus tard. David Moncoutié (Cofidis) devient le premier à remporter le classement de la montagne quatre fois consécutives.
  - Rui Costa (Movistar) gagne le Grand Prix de Montréal, devançant au sprint Pierrick Fédrigo (FDJ). Philippe Gilbert (Omega Pharma-Lotto) complète le podium, confortant ainsi sa 1re place de l'UCI World Tour.
  - Esteban Chaves (Colombie) remporte le Tour de l'Avenir, un an après son compatriote Nairo Quintana. Il devance David Boily (Canada) et Mattia Cattaneo (Italie). La France s'adjuge la Coupe des nations.
  - Guillaume Blot (Bretagne-Schuller) gagne le Grand Prix de Fourmies, devant Alexander Kristoff (BMC Racing Team) et Stefan van Dijk (Verandas Willems-Accent).
- 14 septembre : Philippe Gilbert (Omega Pharma-Lotto) s'adjuge le Grand Prix de Wallonie, en devançant Julien Simon (Saur-Sojasun) et Björn Leukemans (Vacansoleil-DCM).
- 18 septembre : Peter Sagan (Liquigas-Cannondale) remporte le Grand Prix de l'industrie et du commerce de Prato. Il devance Luca Paolini (Team Katusha) et Matteo Montaguti (AG2R La Mondiale).
- 19 septembre :
  - Jessica Allen (Australie) devient championne du monde juniors du contre-la-montre.
  - Luke Durbridge (Australie) est sacré champion du monde espoir du contre-la-montre, devant Rasmus Christian Quaade (Danemark) et son compatriote Michael Hepburn.
- 20 septembre :
  - Mads Würtz Schmidt (Danemark) est champion du monde junior du contre-la-montre.
  - Judith Arndt (Allemagne) devient championne du monde du contre-la-montre, devançant Linda Villumsen (Nouvelle-Zélande) et Emma Pooley (Royaume-Uni).
- 21 septembre : Tony Martin (Allemagne) s'adjuge son 1er titre de champion du monde du contre-la-montre, après 2 médailles de bronze consécutives. Il devance Bradley Wiggins (Royaume-Uni) et Fabian Cancellara (Suisse).
- 23 septembre :
  - Jessica Garner (Royaume-Uni) est sacrée championne du monde junior.
  - Doublé français aux championnats du monde espoir, où Arnaud Démare s'impose devant Adrien Petit et Andrew Fenn (Royaume-Uni).
- 24 septembre :
  - Pierre-Henri Lecuisinier (France) devient champion du monde junior, quelques mois après être devenu champion d'Europe de la catégorie.
  - Giorgia Bronzini (Italie) conserve son titre de championne du monde, en devançant Marianne Vos (Pays-Bas), 2e pour la 5e année consécutive[25], et Ina-Yoko Teutenberg (Allemagne).
  - L'UCI annonce que les oreillettes seront maintenues sur les courses UCI World Tour en 2012[26].
- 25 septembre : Mark Cavendish (Royaume-Uni) est sacré champion du monde, permettant ainsi à son pays de terminer en tête du classement des médailles[27]. Il devance Matthew Goss (Australie) et André Greipel (Allemagne).

### Octobre
- 2 octobre :
  - Pour le premier grand rendez-vous de la saison de cyclo-cross, Niels Albert (BKCP-Powerplus) s'impose à Kalmthout devant Bart Wellens et Tom Meeusen (Telenet-Fidea)[28].
  - Au terme du Tour de Vendée, remporté par Marco Marcato (Vacansoleil-DCM) devant Peio Bilbao (Euskaltel-Euskadi) et Maxime Bouet (AG2R La Mondiale), Tony Gallopin (Cofidis) s'adjuge la Coupe de France[29].
- 5 octobre : l'UCI dévoile les équipes candidates à une licence World Tour pour 2012[30].
- 6 octobre :
  - Triplé Océanien sur Paris-Bourges, où l'Australien Mathew Hayman (Team Sky) devance son compatriote Baden Cooke (Saxo Bank-SunGard) et son coéquipier néo-zélandais Gregory Henderson.
  - Enrico Battaglin (Colnago-CSF Inox) gagne la Coppa Sabatini, devançant Davide Rebellin (Miche) et Daniel Moreno (Team Katusha).
- 8 octobre : le Colombien Carlos Alberto Betancur (Acqua & Sapone) s'adjuge le Tour d'Émilie. Il devance le Néerlandais Bauke Mollema (Rabobank) et son compatriote Rigoberto Urán (Team Sky).
- 9 octobre :
  - Greg Van Avermaet (BMC Racing Team) obtient sa première classique sur Paris-Tours, en devançant au sprint son compagnon d'échappée Marco Marcato (Vacansoleil-DCM). Kasper Klostergaard (Saxo Bank-SunGard) complète le podium.
  - Niels Albert (BKCP-Powerplus) remporte la 1re manche du Superprestige 2011-2012[31] (classement de la course).
- 12 octobre : le CONI requiert 12 ans de suspension pour Riccardo Riccò, qui nie les faits[32], après avoir avoué la veille[33].
- 13 octobre : l'Espagnol Daniel Moreno (Team Katusha) remporte le Tour du Piémont devant le Belge Greg Van Avermaet (BMC Racing Team) et son coéquipier Italien Luca Paolini.
- 14 octobre : Juan Mauricio Soler (Movistar) sort de l'hôpital, dans lequel il avait été admis à la suite de sa grave chute sur le Tour de Suisse[34].
- 15 octobre : à 30 ans, Oliver Zaugg (Team Leopard-Trek) obtient sa 1re victoire professionnelle à l'occasion du Tour de Lombardie[35],[36], en devançant Daniel Martin (Garmin-Cervélo) et Joaquim Rodríguez (Team Katusha).
- 16 octobre :
  - Le champion du monde de la spécialité Tony Martin (Team HTC-Highroad) s'adjuge le Chrono des Nations. Il devance Gustav Larsson (Saxo Bank-SunGard) et Alex Dowsett (Team Sky).
  - Sven Nys (Landbouwkrediet) remporte la 1re manche de la Coupe du monde de cyclo-cross, devançant Kevin Pauwels (Sunweb-Revor) et Zdeněk Štybar (Quick Step).
- 20 octobre : l'équipe Geox-TMC est très sérieusement menacée par le retrait de Geox[37].
- 21 - 23 octobre : les championnats d'Europe lancent la saison de cyclisme sur piste[38] : le Royaume-Uni termine largement en tête du tableau des médailles[39].
- 23 octobre : Kevin Pauwels (Sunweb-Revor) s'adjuge la 2e manche de la Coupe du monde de cyclo-cross. Il devance Zdeněk Štybar (Quick Step) et son coéquipier Klaas Vantornout.
- 24 octobre : le parquet requiert 18 mois de prison avec sursis pour Floyd Landis[40].
- 25 octobre : l'UCI publie la "hiérarchie mondiale", très importante en vue de l'attribution des licences World Tour pour 2012[41],[42].
- 31 octobre : l'UCI publie le nombre de coureurs que pourront envoyer les différentes nations aux Jeux Olympiques[43].

### Novembre
- 2 novembre : l'UCI publie la liste des 8 équipes officiellement avec une licence World Tour pour 2012, ainsi que les 15 officiellement en 2e division[44].
- 4 novembre : lors de la 1re journée de la 1re manche de la Coupe du monde de cyclisme sur piste, à Astana, chez les hommes, Gijs Van Hoecke remporte le Scratch, devançant Ángel Darío Colla et Nikias Arndt, Roger Kluge prend la tête de l'Omnium, devant Elia Viviani et Unai Elorriaga Zubiaur, la Russie devance l'Australie et les Pays-Bas lors de la poursuite par équipes et le Team Erdgas le Team Jayco-AIS et la France lors de la vitesse par équipes. Chez les femmes, Ah Reum Na devance Stephanie Pohl et Elena Cecchini pour s'adjuger la Course aux points, le 500 mètres est gagné par Olga Panarina, en devançant Sandie Clair et Miriam Welte, l'Australie s'impose lors de la vitesse par équipes, devant l'Ukraine et l'Allemagne, 3e à nouveau sur la poursuite par équipes, derrière les Pays-Bas et la Chine.
- 5 novembre : lors de la 2e journée de la 1re manche de la Coupe du monde de cyclisme sur piste, chez les hommes, Christos Volikakis s'adjuge le Keirin, en devançant Chris Hoy et Sergey Borisov, Glenn O'Shea remporte la poursuite individuelle devant Dominique Cornu et Nikias Arndt et Roger Kluge conserve la 1re place de l'Omnium, devançant Ho Sung Cho et Elia Viviani, tandis que chez les femmes, la vitesse individuelle est gagnée par Lyubov Shulika, qui devance Anna Meares et Olga Panarina.
- 6 novembre : lors de la 3e journée de la 1re manche de la Coupe du monde de cyclisme sur piste, chez les hommes, l'Australie remporte le Madison, devant la Suisse et la Russie, et Chris Hoy la vitesse individuelle, en devançant Denis Dmitriev et Shane Perkins. Chez les femmes, Evgeniya Romanyuta devance Dani King et Huang Li pour s'adjuger l'Omnium et Clara Sanchez, qui devance Kristina Vogel et Ekaterina Gnidenko, s'impose sur le Keirin.
- 10 novembre : Floyd Landis est condamné par le tribunal correctionnel de Nanterre à un an de prison avec sursis pour espionnage informatique[45].
- 16 novembre : le parcours des championnats du monde du contre-la-montre 2014 est dévoilé[46].
- 21 novembre : l'UCI dévoile la liste des 16 équipes ayant licence World Tour pour 2012, dont AG2R La Mondiale, Euskaltel-Euskadi et FDJ[47],[48].
- 26 novembre : Sven Nys (Landbouwkrediet) remporte la 3e manche de la Coupe du monde de cyclo-cross, en devançant Kevin Pauwels (Sunweb-Revor) et Bart Aernouts (Rabobank-Giant Off-Road).

### Décembre
- 1er décembre : lors de la 1re journée de la 2e manche de la Coupe du monde de cyclisme sur piste, à Cali, l'Allemagne remporte la vitesse par équipe chez les hommes, avec un record du monde à la clé[49], et les femmes, devançant respectivement le Team Erdgas 2012 (composé de pistards allemands) et le Venezuela, et l'Ukraine et la Russie. Les anglo-saxons dominent la poursuite par équipe, puisque la Nouvelle-Zélande devance l'Australie chez les hommes, le Danemark complétant le podium, et le Royaume-Uni s'impose chez les femmes devant la Nouvelle-Zélande et les États-Unis. Chez les hommes, François Pervis s'adjuge le Kilomètre, en devançant Simon van Velthooven et Filip Ditzel, tandis que la Course aux points revient à Unai Elorriaga, qui devance Ingmar De Poortere et Edwin Ávila. Enfin, Kelly Druyts gagne le Scratch femmes, devant Katarzyna Pawłowska et Ah Reum Na.
- 2 décembre : lors de la 2e journée de la 2e manche de la Coupe du monde de cyclisme sur piste, chez les hommes, Maximilian Levy s'adjuge le Keirin devant François Pervis et Hersony Canelón, tandis que l'Omnium est remporté par Juan Esteban Arango, qui devance Zachary Bell et Bryan Coquard, pourtant leader après la 1re journée. Chez les femmes, Kristina Vogel gagne la vitesse individuelle, en devançant Virginie Cueff et Viktoria Baranova, la poursuite individuelle revenant à Alison Shanks, qui s'impose devance Wendy Houvenaghel et Kalitovska Lesya.
- 3 décembre : lors de la 3e journée de la 2e manche de la Coupe du monde de cyclisme sur piste, les Allemands réalisent un quadruplé sur la vitesse individuelle hommes, où Stefan Bötticher devance Maximilian Levy et Robert Förstemann, tandis que la Colombie remporte le Madison, devançant la France et la Suisse. Chez les femmes, Laura Trott s'adjuge l'Omnium, devant Aušrinė Trebaitė et Mei Yo Hsiao, et Simona Krupeckaitė s'impose sur le Keirin, en devançant Kristina Vogel et Virginie Cueff.
- 4 décembre :
  - Kevin Pauwels (Sunweb-Revor) remporte la 4e manche de la Coupe du monde de cyclo-cross, confortant ainsi sa position de leader au classement général. Il devance Sven Nys (Landbouwkrediet) et Tom Meeusen (Telenet-Fidea).
  - L'UCI annonce la création d'un tribunal antidopage propre à la fédération internationale[50].
- 5 décembre : RadioShack-Nissan et GreenEDGE font officiellement parties de l'UCI World Tour 2012.
- 6 décembre : ASO annonce que le Tour de France 2013 s'élancera de Corse le samedi 29 juin 2013 pour 200 km de plaine entre Porto-Vecchio et Bastia. Le lendemain, les coureurs partiront de Bastia pour aller à Ajaccio, via 155 km de moyenne montagne. Enfin, la 3e et dernière étape sur l'Île de beauté relie Ajaccio et Calvi, pour 145 km denses en ascensions[51].
- 7 décembre : faute de sponsors, l'équipe Geox-TMC disparaît officiellement[52].
- 12 décembre : l'UCI annonce la liste des 22 équipes continentales professionnelles pour 2012[53],[54].

- 18 décembre : Sven Nys (Landbouwkrediet) remporte la 5e manche de la Coupe du monde de cyclo-cross, prenant la tête du classement général. Il devance Niels Albert (BKCP-Powerplus) et Klaas Vantornout (Sunweb-Revor).
- 26 décembre : au cœur d'un programme de course chargé[55], Kevin Pauwels (Sunweb-Revor) s'impose de peu sur 5e manche de la Coupe du monde de cyclo-cross, juste devant Zdeněk Štybar (Quick Step). Sven Nys (Landbouwkrediet) complète le podium.

## Grands tours

### Tour d'Italie
- Vainqueur :  Michele Scarponi (Lampre-ISD)[56],[57]
- 2e :  Vincenzo Nibali (Liquigas-Cannondale)
- 3e :  John Gadret (AG2R La Mondiale)
- Classement par points :  Michele Scarponi (Lampre-ISD)
- Meilleur grimpeur :  Stefano Garzelli (Acqua & Sapone)
- Meilleur jeune :  Roman Kreuziger (Astana)
- Meilleure équipe :  Astana

### Tour de France
- Vainqueur :  Cadel Evans (BMC Racing)
- 2e :  Andy Schleck (Team Leopard-Trek)
- 3e :  Fränk Schleck (Team Leopard-Trek)
- Classement par points :  Mark Cavendish (Team HTC-Highroad)
- Meilleur grimpeur :  Samuel Sánchez (Euskaltel-Euskadi)
- Meilleur jeune :  Pierre Rolland (Europcar)
- Meilleure équipe :  (Garmin-Cervélo)
- Super-combatif :  Jérémy Roy (FDJ)

### Tour d'Espagne
- Vainqueur :  Juan José Cobo (Geox-TMC)
- 2e :  Christopher Froome (Team Sky)
- 3e :  Bradley Wiggins (Team Sky)
- Classement par points :  Bauke Mollema (Rabobank)
- Meilleur grimpeur :  David Moncoutié (Cofidis)
- Classement du combiné :  Juan José Cobo (Geox-TMC)
- Meilleure équipe :  Geox-TMC

## Principales classiques
- Milan-San Remo :  Matthew Goss (HTC-Highroad)
- Gand-Wevelgem :  Tom Boonen (Quick Step)
- Tour des Flandres :  Nick Nuyens (Saxo Bank-Sungard)
- Paris-Roubaix :  Johan Vansummeren (Garmin-Cervélo)
- Amstel Gold Race :  Philippe Gilbert (Omega Pharma-Lotto)
- Flèche wallonne :  Philippe Gilbert (Omega Pharma-Lotto)
- Liège-Bastogne-Liège :  Philippe Gilbert (Omega Pharma-Lotto)
- Classique de Saint-Sébastien :  Philippe Gilbert (Omega Pharma-Lotto)
- Paris-Tours :  Greg Van Avermaet (BMC Racing)
- Tour de Lombardie :  Oliver Zaugg (Leopard-Trek)

## Championnats

### Championnats du monde

#### Championnats du monde de cyclo-cross
| Épreuves       | Or                         | Argent                       | Bronze                 |
| -------------- | -------------------------- | ---------------------------- | ---------------------- |
| Élites hommes  | Zdeněk Štybar Tchéquie     | Sven Nys Belgique            | Kevin Pauwels Belgique |
| Élites femmes  | Marianne Vos Pays-Bas      | Katherine Compton États-Unis | Kateřina Nash Tchéquie |
| Espoirs hommes | Lars van der Haar Pays-Bas | Mike Teunissen Pays-Bas      | Karel Hník Tchéquie    |
| Juniors hommes | Clément Venturini France   | Fabien Doubey France         | Loïc Doubey France     |

#### Championnats du monde sur piste
| Épreuves                   | Or                                                                  | Argent                                                             | Bronze                                                                     |
| -------------------------- | ------------------------------------------------------------------- | ------------------------------------------------------------------ | -------------------------------------------------------------------------- |
| Kilomètre contre-la-montre | Stefan Nimke Allemagne                                              | Teun Mulder Pays-Bas                                               | François Pervis France                                                     |
| Keirin                     | Shane Perkins Australie                                             | Chris Hoy Grande-Bretagne                                          | Teun Mulder Pays-Bas                                                       |
| Vitesse                    | Grégory Baugé France                                                | Jason Kenny Grande-Bretagne                                        | Chris Hoy Grande-Bretagne                                                  |
| Vitesse par équipes        | Michaël D'Almeida Grégory Baugé Kévin Sireau France                 | René Enders Maximilian Levy Stefan Nimke Allemagne                 | Matthew Crampton Chris Hoy Jason Kenny Grande-Bretagne                     |
| Poursuite individuelle     | Jack Bobridge Australie                                             | Jesse Sergent Nouvelle-Zélande                                     | Michael Hepburn Australie                                                  |
| Poursuite par équipes      | Jack Bobridge Rohan Dennis Michael Hepburn Luke Durbridge Australie | Alexey Markov Ievgueni Kovalev Ivan Kovalev Alexander Serov Russie | Steven Burke Samuel Harrison Peter Kennaugh Andrew Tennant Grande-Bretagne |
| Course aux points          | Edwin Ávila Colombie                                                | Cameron Meyer Australie                                            | Morgan Kneisky France                                                      |
| Américaine                 | Leigh Howard Cameron Meyer Australie                                | Martin Bláha Jiří Hochmann Tchéquie                                | Theo Bos Peter Schep Pays-Bas                                              |
| Scratch                    | Kwok Ho Ting Hong Kong                                              | Elia Viviani Italie                                                | Morgan Kneisky France                                                      |
| Omnium                     | Michael Freiberg Australie                                          | Shane Archbold Nouvelle-Zélande                                    | Gijs Van Hoecke Belgique                                                   |

| Épreuves               | Or                                                          | Argent                                             | Bronze                                                   |
| ---------------------- | ----------------------------------------------------------- | -------------------------------------------------- | -------------------------------------------------------- |
| 500 m contre-la-montre | Olga Panarina Biélorussie                                   | Sandie Clair France                                | Miriam Welte Allemagne                                   |
| Keirin                 | Anna Meares Australie                                       | Olga Panarina Biélorussie                          | Clara Sanchez France                                     |
| Vitesse                | Anna Meares Australie                                       | Simona Krupeckaitė Lituanie                        | Victoria Pendleton Grande-Bretagne                       |
| Vitesse par équipes    | Anna Meares Kaarle McCulloch Australie                      | Victoria Pendleton Jessica Varnish Grande-Bretagne | Guo Shuang Gong Jinjie Chine                             |
| Poursuite              | Sarah Hammer États-Unis                                     | Alison Shanks Nouvelle-Zélande                     | Vilija Sereikaitė Lituanie                               |
| Poursuite par équipes  | Laura Trott Wendy Houvenaghel Danielle King Grande-Bretagne | Sarah Hammer Dotsie Bausch Jennie Reed États-Unis  | Kaytee Boyd Jaime Nielsen Alison Shanks Nouvelle-Zélande |
| Course aux points      | Tatsiana Sharakova Biélorussie                              | Jarmila Machačová Tchéquie                         | Giorgia Bronzini Italie                                  |
| Scratch                | Marianne Vos Pays-Bas                                       | Katherine Bates Australie                          | Danielle King Grande-Bretagne                            |
| Omnium                 | Tara Whitten Canada                                         | Sarah Hammer États-Unis                            | Kirsten Wild Pays-Bas                                    |

#### Championnats du monde sur route
| Contre-la-montre | Or                          | Argent                           | Bronze                    |
| ---------------- | --------------------------- | -------------------------------- | ------------------------- |
| Élites hommes    | Tony Martin Allemagne       | Bradley Wiggins Royaume-Uni      | Fabian Cancellara Suisse  |
| Élites femmes    | Judith Arndt Allemagne      | Linda Villumsen Nouvelle-Zélande | Emma Pooley Royaume-Uni   |
| Espoirs hommes   | Luke Durbridge Australie    | Rasmus Christian Quaade Danemark | Michael Hepburn Australie |
| Juniors hommes   | Mads Würtz Schmidt Danemark | James Oram Nouvelle-Zélande      | David Edwards Australie   |
| Juniors femmes   | Jessica Allen Australie     | Elinor Barker Royaume-Uni        | Mieke Kröger Allemagne    |

| Course en ligne | Or                              | Argent                   | Bronze                        |
| --------------- | ------------------------------- | ------------------------ | ----------------------------- |
| Élites hommes   | Mark Cavendish Royaume-Uni      | Matthew Goss Australie   | André Greipel Allemagne       |
| Élites femmes   | Giorgia Bronzini Italie         | Marianne Vos Pays-Bas    | Ina-Yoko Teutenberg Allemagne |
| Espoirs hommes  | Arnaud Démare France            | Adrien Petit France      | Andrew Fenn Royaume-Uni       |
| Juniors hommes  | Pierre-Henri Lecuisinier France | Martijn Degreve Belgique | Steven Lammertink Pays-Bas    |
| Juniors femmes  | Lucy Garner Royaume-Uni         | Jessy Druyts Belgique    | Christina Siggaard Danemark   |

### Principaux champions nationaux sur route
- Allemagne : Robert Wagner (Team Leopard-Trek)[58]
- Australie : Jack Bobridge (Garmin-Cervélo)
- Belgique : Philippe Gilbert (Omega Pharma-Lotto)
- Danemark : Nicki Sørensen (Saxo Bank-SunGard)
- Espagne : José Joaquín Rojas (Movistar)
- États-Unis : Matthew Busche (Team RadioShack)
- France : Sylvain Chavanel (Quick Step)
- Grande-Bretagne : Bradley Wiggins (Team Sky)
- Italie : Giovanni Visconti (Farnese Vini-Neri Sottoli)
- Luxembourg : Fränk Schleck (Team Leopard-Trek)
- Norvège : Alexander Kristoff (BMC Racing)
- Pays-Bas : Pim Ligthart (Vacansoleil-DCM)
- Russie : Pavel Brutt (Team Katusha)
- Suisse : Fabian Cancellara (Team Leopard-Trek)

## Principaux décès
- 2 janvier : Émile Masson junior, cycliste belge, 95 ans[59]
- 6 janvier : Maurice Vidal, journaliste français, 91 ans
- 11 janvier : Bart Oegema, cycliste néerlandais, 27 ans[60]
- 14 janvier : Peter Post, cycliste néerlandais, 77 ans
- 19 janvier : Carla Swart, cycliste sud-africaine, 23 ans[61]
- 12 février : Fedor den Hertog, cycliste néerlandais, 64 ans[62]
- 9 mai : Wouter Weylandt, cycliste belge, 26 ans[63]
- 22 mai : Jan Derksen, cycliste néerlandais spécialiste de la piste, 92 ans[64]
- 23 mai : Xavier Tondo, cycliste espagnol, 32 ans[65]
- 25 juillet : Luciano Ciancola, cycliste italien, 81 ans.
- 2 août : Attilio Pavesi, cycliste italien, 101 ans[66]
- 15 août : André Ruffet, cycliste français, 81 ans[67]
- 23 septembre : Marcel Boishardy, cycliste français, 66 ans
- 5 décembre : Georges Talbourdet, cycliste français, 60 ans[68]
- 15 décembre : Guy Ignolin, cycliste français, 75 ans[69]